# Benzion Netanyahu
Benzion Netanyahu (Hebreeuws: בֶּנְצִיּוֹן נְתַנְיָהוּ), geboren als Benzion Mileikowsky (Warschau, 25 maart 1910 – Jeruzalem, 30 april 2012), was een Israëlische historicus. Hij was hoogleraar aan de Cornell-universiteit en is de vader van meervoudig premier Benjamin Netanyahu.

## Levensloop
Benzion Mileikowsky werd geboren als de zoon van Sarah Lurie en de zionistische schrijver Nathan Mileikowsky, die als rabbijn door Europa en de Verenigde Staten reisde om steun te verwerven voor het zionisme. In 1920 emigreerde het gezin naar Palestina, waar de familienaam werd verhebreeuwst naar Netanyahu. De familie vestigde zich eerst in Tel Aviv en Safed, om ten slotte naar Jeruzalem te trekken.
In tegenstelling tot zijn vader was Benzion Netanyahu niet religieus. Hij studeerde geschiedenis aan de Hebreeuwse Universiteit van Jeruzalem. In zijn studententijd sloot hij zich aan bij de revisionisten onder leiding van Ze'ev Jabotinski. Deze stroming zette zich af tegen de hoofdmoot van de zionistische beweging, waarvan ze vonden dat deze te nauw samenwerkten met de Britse autoriteiten in Palestina. Netanyahu schreef voor verschillende bladen van de revisionisten.
In 1940 reisde hij naar de Verenigde Staten om de secretaris te worden van Jabotinsky, die in Amerika was om steun te verwerven voor de revisionisten. Jabotinski overleed in datzelfde jaar en Netanyahu nam zijn taak over. Hij was van 1940 tot 1948 directeur van de New Zionist Organization of America. In diezelfde periode promoveerde hij aan het Dropsie College for Hebrew and Cognate Learning in Philadelphia over Isaac Abarbanel (1437-1508), een Joodse geleerde die zich tegen de verbanning van de Joden uit Spanje had gekeerd.
Netanyahu was aanhanger van de Groot Israël-visie. In 1947 sprak hij zich daarom in een petitie die gepubliceerd werd in The New York Times uit tegen het VN-verdelingsplan. Hij geloofde dat een meerderheid van de Israëlische Arabieren er voor zouden kiezen om de Joden uit te roeien wanneer die mogelijkheid zich voordeed. Netanyahu geloofde niet in een tweestatenoplossing. Zo zei hij in 2009 nog: "De tweestatenoplossing bestaat niet. Er zijn hier niet twee volken. Er is het Joodse volk en een Arabische bevolking. Er bestaat geen Palestijns volk, en dus creëer je geen staat voor een verzonnen natie".
Na zijn terugkeer in Israël in 1949 wilde Netanyahu zijn wetenschappelijke carrière voortzetten, maar kreeg nergens een vaste aanstelling. Hij was waarschijnlijk te omstreden wegens zijn link met Jabotinski. Netanyahu vond wel werk als redacteur voor de Encyclopaedia Hebraica. Hij groeide door tot hoofdredacteur, waarbij hij een tandem vormde met professor Yeshayahu Leibowitz. In 1957 keerde Netanyahu terug naar Dropsie College, waar hij universitair hoofddocent werd in de Hebreeuwse taal en literatuur. Van 1968 tot 1971 was hij universitair hoofddocent voor Hebreeuwse Studies aan de Universiteit van Denver en van 1971 tot 1975 trad hij in functie bij de Cornell-universiteit als hoogleraar voor Joodse studies en hoofd van de afdeling Semitische talen en literatuur.
Na de dood van zijn oudste zoon Jonathan in 1976, die zijn leven verloor tijdens Operatie Entebbe in Oeganda, keerde Netanyahu terug naar Israël. Netanyahu ontwikkelde zich tot specialist op het terrein van de Joodse middeleeuwse geschiedenis in Spanje. Zijn bekendste werk is Origins of the Inquisition in Fifteenth Century Spain.

## Persoonlijk
Netanyahu was getrouwd met Tzila Segal (1912–2000), met wie hij drie zonen kreeg. Zijn tweede zoon is de latere premier Benjamin Netanyahu.